# هنريك دانييلسن
هنريك دانييلسن Henrik Danielsen (ولد في 23 يناير 1966) لاعب شطرنج دنماركي آيسلندي يحمل لقب أستاذ كبير.

## إنجازات
- فاز ببطولة آيسلندا الشطرنجية عام 2009.
- فاز بالمركز الأول بالتعادل بالنقاط في كأس بوليتيكن في عام 1993، مع إيغور خينكن وجون إيمس بنتيجة 7.5 من 10.
- اشترك ست مرات في أولمبياد الشطرنج: ثلاث مرات باسم الدنمارك 1992، 1994، 1996، وثلاث مرات باسم آيسلندا عام 2006، 2008، 2012.

## ألقاب
- نال لقب أستاذ كبير في عام 1996.

## تصنيف
- بلغ تصنيف إيلو 2496 في يناير 2018.
- كان المصنف رقم 7 في آيسلندا في أكتوبر 2017.

## أسلوبه
- يفضل افتتاح بيرد.

## روابط خارجية
- هنريك دانييلسن على موقع الاتحاد الدولي للشطرنج (الإنجليزية)
- هنريك دانييلسن على موقع مباريات الشطرنج (الإنجليزية)
- هنريك دانييلسن على موقع 365Chess.com (الإنجليزية)
- هنريك دانييلسن على موقع Chesstempo.com (الإنجليزية)
- هنريك دانييلسن على موقع اتحاد المراسلات الدولية للشطرنج (الإنجليزية)
- هنريك دانييلسن سجل أولمبياد الشطرنج على موقع OlimpBase.org (الإنجليزية)